# Richard Pryke
Pour les articles homonymes, voir Pryke.
Richard Pryke est un ingénieur du son de mixage (ou mixeur) britannique.

## Biographie
Richard Pryke fait partie actuellement des studios Pinewood.

## Filmographie (sélection)
- 1995 : GoldenEye de Martin Campbell
- 1997 : Demain ne meurt jamais (Tomorrow Never Dies) de Roger Spottiswoode
- 1997 : Love in Paris d'Anne Goursaud
- 1997 : Bienvenue à Sarajevo (Welcome to Sarajevo) de Michael Winterbottom
- 1997 : Le Saint (The Saint) de Phillip Noyce
- 1998 : Trois Anglaises en campagne (The Land Girls) de David Leland
- 1999 : Le monde ne suffit pas (The World is not Enough) de Michael Apted
- 1999 : Mickey les yeux bleus (Mickey Blue Eyes) de Kelly Makin (en)
- 1999 : Haute Voltige (Entrapment) de Jon Amiel
- 2000 : Bread and Roses de Ken Loach
- 2001 : Le Journal de Bridget Jones (Bridget Jones's Diary) de Sharon Maguire
- 2001 : Enigma de Michael Apted
- 2002 : Meurs un autre jour (Die Another Day) de Lee Tamahori
- 2002 : 28 jours plus tard (28 Days Later…) de Danny Boyle
- 2002 : Ripley's Game de Liliana Cavani
- 2004 :  L'Âge de raison (Bridget Jones: The Edge of Reason) de Beeban Kidron
- 2004 : Thunderbirds de Jonathan Frakes
- 2005 : V pour Vendetta (V for Vendetta) de James McTeigue
- 2006 : Miss Potter de Chris Noonan
- 2008 : Un Anglais à New York (How to Lose Friends & Alienate People) de Robert B. Weide (en)
- 2008 : Slumdog Millionaire de Danny Boyle
- 2009 : Nine de Rob Marshall
- 2010 : 127 heures (127 Hours) de Danny Boyle
- 2010 : Nanny McPhee et le Big Bang (Nanny McPhee and the Big Bang) de Susanna White
- 2011 : Johnny English, le retour (Johnny English Reborn) d'Oliver Parker
- 2011 : Un jour (One Day) de Lone Scherfig
- 2011 : L'Aigle de la Neuvième Légion (The Eagle) de Kevin Macdonald
- 2011 : Gnoméo et Juliette (Gnomeo and Juliet) de Kelly Asbury
- 2012 : La Dame en noir (The Woman in Black) de James Watkins
- 2013 : Roméo et Juliette (Romeo and Juliet) de Carlo Carlei
- 2014 : The Ryan Initiative (Jack Ryan: Shadow Recruit) de Kenneth Branagh
- 2015 : Docteur Frankenstein (Victor Frankenstein) de Paul McGuigan
- 2015 : Cendrillon (Cinderella) de Kenneth Branagh
- 2016 : I.T. de John Moore

## Distinctions

### Récompenses
- Oscars 2009 : Oscar du meilleur mixage de son pour Slumdog Millionaire
- BAFTA 2009 : British Academy Film Award du meilleur son pour Slumdog Millionnaire